# Tournon-sur-Rhône

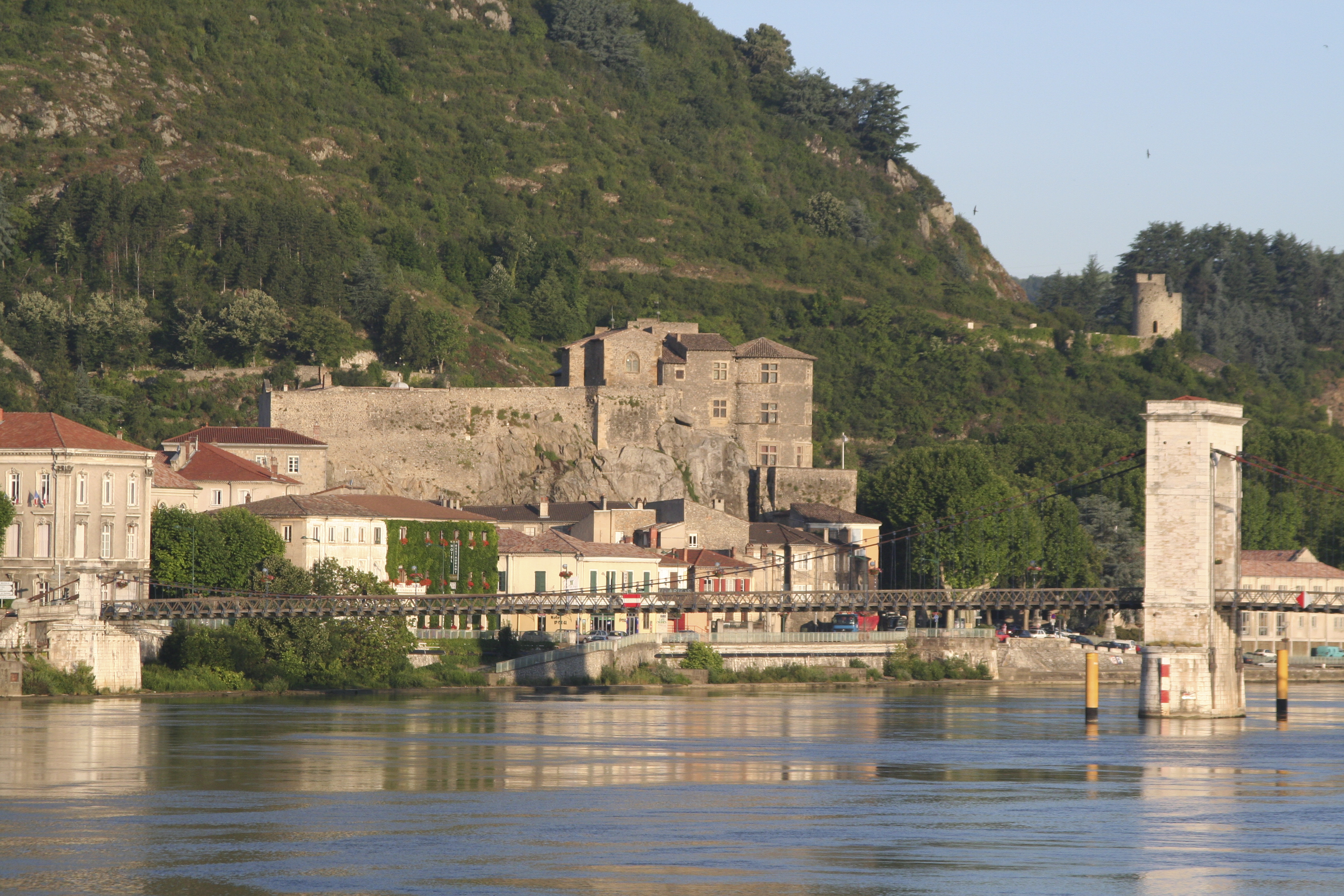
El Chateau tournon

 Tournon-sur-Rhône  (en occitano Tornon) es una población y comuna francesa, ubicada en la región de Ródano-Alpes, departamento de Ardèche. Es la subprefectura del distrito y el chef-lieu del cantón de su nombre.

## Demografía
| 6878 | 7858 | 8732 | 9099 | 9546 | 9946 |
| Para los censos de 1962 a 1999 la población legal corresponde a la población sin duplicidades (Fuente: INSEE [Consultar]) |      |      |      |      |      |